# Ingeniería cibernética
La Ingeniería cibernética es una ciencia de la ingeniería interdisciplinaria en la interfaz con los sistemas y las ciencias naturales, que se ocupa del modelado, simulación y control de sistemas técnicos. Representa una rama de la cibernética y se basa en gran medida en métodos de teoría de sistemas matemáticos e ingeniería de control. Las aplicaciones típicas y las áreas de investigación de la cibernética técnica incluyen el modelado y control de procesos químicos, el diseño de simuladores de vuelo y pilotos automáticos, y el desarrollo de sistemas de asistencia al conductor para el sector de la automoción, como el programa de estabilidad electrónica (ESP) y el anti- bloqueo del sistema de frenos (ABS).

## Aplicaciones y disciplinas afines
Debido a su enfoque de ciencia de sistemas y orientación interdisciplinaria, la Ingeniería cibernética se utiliza en muchas áreas, que incluyen:
Tecnología automotriz (incluidos sistemas de frenos antibloqueo, control de la dinámica del vehículo, conducción autónoma)
- Ingeniería aeroespacial
- Tecnología de automatización
- Proceso tecnológico
- Ingeniería informática y de comunicaciones
- Ingeniería eléctrica
- Tecnología energética y suministro de energía
- Mecatrónica
- Robótica
- Telemática del tráfico, en particular la gestión del tráfico
- Nanotecnología
- Ingeniería de producción
- Ingeniería ambiental
- Biología de sistemas
- Biomecánica
- Tecnología médica

## Educación
El estudio de la cibernética técnica incluye, además de sólidos fundamentos en las disciplinas clásicas de la ingeniería, como la mecánica técnica, la ingeniería eléctrica o la termodinámica, sobre todo, un conocimiento profundo en el campo de la teoría matemática de sistemas, dinámica de sistemas e ingeniería de control. El curso de ingeniería cibernética técnica, que forma parte del departamento de ingeniería mecánica, existe en la Universidad de Stuttgart desde 1971. El curso fue diseñado por Ernst Dieter Gilles en ese momento. 
Desde su fundación, el número de nuevos estudiantes en Stuttgart ha aumentado de alrededor de 25 a alrededor de 100. Como profesor honorario en la Universidad Otto von Guericke de Magdeburg en 2000, Gilles también inició el curso de tecnología de sistemas y cibernética técnica. Desde 2010 también hay un título en cibernética técnica y teoría de sistemas en la TU Ilmenau. Metodológicamente, esto se vincula con la tradición de la asignatura de cibernética técnica de la sección de Cibernética Técnica y Biomédica de la TU Ilmenau, que se estableció en 1968. 
En la NTNU en Trondheim, el Institutt for teknisk kybernetikk ofrece tanto un curso de Ingeniería cibernética como un programa de doctorado del mismo nombre. La cibernética y la ingeniería de control y la cibernética y la robótica también se ofrecen en la Universidad de Pilsen y CTU Praga. En la Universidad de Palermo hay una licenciatura en Ingeniería cibernética desde 2015.